# Kaakaiyet el Jisr
Kaakaiyet el Jisr è un centro abitato e comune (municipalité) del Libano situato nel distretto di Nabatiye, governatorato di Nabatiye.